# Temporada 1954-55 de los Milwaukee Hawks
La temporada 1954-55 fue la sexta de los Milwaukee Hawks en la NBA. La temporada regular acabó con 26 victorias y 46 derrotas, ocupando el cuarto y último puesto de la División Oeste, no logrando clasificarse para los playoffs.

## Elecciones en elDraft
| Ronda | Puesto | Jugador     | Posición  | Nacionalidad   | Universidad     |
| ----- | ------ | ----------- | --------- | -------------- | --------------- |
| 1     | 2      | Bob Pettit  | Ala-Pívot | Estados Unidos | Louisiana State |
| 2     | 11     | Bob Mattick | Pívot     | Estados Unidos | Oklahoma State  |
| 4     | 29     | Phil Martin | Base      | Estados Unidos | Toledo          |
| 6     | 47     | Bob Carney  | Base      | Estados Unidos | Bradley         |

## Temporada regular
| División Central     | División Central | División Central | División Central | División Central | División Central | División Central | División Central | División Central |
| Equipo               | G                | P                | %                | PD               | Casa             | Fuera            | Neutral          | Div              |
| -------------------- | ---------------- | ---------------- | ---------------- | ---------------- | ---------------- | ---------------- | ---------------- | ---------------- |
| x-Fort Wayne Pistons | 43               | 29               | .597             | –                | 21–6             | 9–14             | 13–9             | 28–8             |
| x-Minneapolis Lakers | 40               | 32               | .556             | 3                | 18–6             | 10–14            | 12–12            | 18–18            |
| x-Rochester Royals   | 29               | 43               | .403             | 14               | 17–11            | 4–19             | 8–13             | 14–22            |
| Milwaukee Hawks      | 26               | 46               | .361             | 17               | 6–11             | 9–16             | 11–19            | 14–22            |

## Estadísticas
| Rk | Jugador           | Edad | P  | PT | MP   | TC  | TCI  | %TC  | 3P | 3PI | %3P | TL  | TLI | %TL   | RO | RD | RT  | AS  | RB | TAP | BP | FP  | PTS  |
| 1  | Bob Pettit        | 22   | 72 |    | 2659 | 520 | 1279 | .407 |    |     |     | 426 | 567 | .751  |    |    | 994 | 229 |    |     |    | 258 | 1466 |
| 2  | Chuck Share       | 27   | 69 |    | 1685 | 235 | 577  | .407 |    |     |     | 351 | 492 | .713  |    |    | 684 | 84  |    |     |    | 273 | 821  |
| 3  | Bob Harrison      | 27   | 72 |    | 2300 | 299 | 875  | .342 |    |     |     | 126 | 185 | .681  |    |    | 226 | 252 |    |     |    | 291 | 724  |
| 4  | Chuck Cooper      | 28   | 70 |    | 1749 | 193 | 569  | .339 |    |     |     | 187 | 249 | .751  |    |    | 385 | 151 |    |     |    | 210 | 573  |
| 5  | Bill Calhoun      | 27   | 69 |    | 2109 | 144 | 480  | .300 |    |     |     | 166 | 236 | .703  |    |    | 290 | 235 |    |     |    | 181 | 454  |
| 6  | Alex Hannum       | 31   | 53 |    | 1088 | 126 | 358  | .352 |    |     |     | 61  | 107 | .570  |    |    | 245 | 105 |    |     |    | 206 | 313  |
| 7  | Pep Saul          | 30   | 65 |    | 1139 | 96  | 303  | .317 |    |     |     | 95  | 123 | .772  |    |    | 134 | 104 |    |     |    | 126 | 287  |
| 8  | Ken McBride       |      | 12 |    | 249  | 48  | 147  | .327 |    |     |     | 21  | 29  | .724  |    |    | 31  | 14  |    |     |    | 31  | 117  |
| 9  | George Ratkovicz  | 32   | 9  |    | 102  | 3   | 19   | .158 |    |     |     | 10  | 23  | .435  |    |    | 17  | 13  |    |     |    | 15  | 16   |
| 10 | Phil Martin       | 26   | 7  |    | 47   | 5   | 19   | .263 |    |     |     | 2   | 2   | 1.000 |    |    | 10  | 6   |    |     |    | 7   | 12   |
| 11 | Fred Diute        | 26   | 7  |    | 72   | 2   | 21   | .095 |    |     |     | 7   | 12  | .583  |    |    | 13  | 4   |    |     |    | 12  | 11   |
| 12 | Ronnie MacGilvray | 24   | 6  |    | 57   | 2   | 12   | .167 |    |     |     | 4   | 7   | .571  |    |    | 9   | 11  |    |     |    | 5   | 8    |
| 13 | Carl McNulty      | 24   | 1  |    | 14   | 1   | 6    | .167 |    |     |     | 0   | 0   |       |    |    | 0   | 0   |    |     |    | 1   | 2    |
| 14 | Lew Hitch         | 25   |    |    |      |     |      |      |    |     |     |     |     |       |    |    |     |     |    |     |    |     |      |
| 15 | Jackie Moore      | 22   |    |    |      |     |      |      |    |     |     |     |     |       |    |    |     |     |    |     |    |     |      |
| 16 | Frank Selvy       | 22   |    |    |      |     |      |      |    |     |     |     |     |       |    |    |     |     |    |     |    |     |      |
| 17 | Bobby Watson      | 24   |    |    |      |     |      |      |    |     |     |     |     |       |    |    |     |     |    |     |    |     |      |

## Galardones y récords
| Jugador    | Galardón                                          |
| Bob Pettit | Mejor quinteto de la NBA Rookie del Año de la NBA |